# 인터뷰 다큐 사람세상
《인터뷰 다큐 사람세상》은 매주 화요일 밤 3시에 KBS 1TV로 방송되었던 다큐멘터리 텔레비전 프로그램이다.

## 기획 의도
따뜻한 삶의 이야기를 그린 다큐멘터리 텔레비전 프로그램이다.

## 방송 시간
※ 2012년 10월 8일 : KBS 1TV 24시간 방송 체제 도입 이후 기준임.
| 방송 채널 | 방송 기간                           | 방송 시간                         |
| --------- | ----------------------------------- | --------------------------------- |
| KBS 1TV   | 2012년 11월 5일 ~ 2013년 4월 4일    | 매주 목요일 밤 2:30 ~ 3:00 (30분) |
| KBS 1TV   | 2013년 4월 11일 ~ 2014년 1월 9일    | 매주 목요일 밤 2:40 ~ 3:05 (25분) |
| KBS 1TV   | 2014년 1월 16일 ~ 2014년 7월 17일   | 매주 목요일 밤 3:00 ~ 3:25 (25분) |
| KBS 1TV   | 2014년 7월 24일 ~ 2014년 8월 28일   | 매주 목요일 밤 3:10 ~ 3:35 (25분) |
| KBS 1TV   | 2014년 9월 16일 ~ 2014년 10월 28일  | 매주 화요일 밤 1:40 ~ 2:05 (25분) |
| KBS 1TV   | 2014년 11월 18일 ~ 2014년 12월 30일 | 매주 화요일 밤 1:20 ~ 1:45 (25분) |
| KBS 1TV   | 2015년 1월 6일 ~ 2016년 3월 22일    | 매주 화요일 밤 3:00 ~ 3:25 (25분) |
| KBS 1TV   | 2016년 3월 29일 ~ 2017년 2월 8일    | 매주 화요일 밤 2:25 ~ 2:50 (25분) |

## 방송 회차

### 2012년
| 회차 | 방송일    | 제목 (원제)                             |
| ---- | --------- | --------------------------------------- |
| 1회  | 7월 6일   | 풍년 씨의 희망식당                      |
| 2회  | 7월 13일  | 아흔 한 살, 두봉씨는 연애중             |
| 3회  | 8월 3일   | 박대장과 이의원, 충북을 걷다            |
| 4회  | 8월 10일  | 웃어라 그대! 유머동기부여가 홍성현      |
| 5회  | 8월 17일  | 안녕하세요, 마가렛                      |
| 6회  | 8월 24일  | 진짜 청춘                               |
| 7회  | 8월 31일  | 프라파이와 단팥빵                       |
| 8회  | 9월 7일   | 오늘도 희망                             |
| 9회  | 9월 14일  | 청춘, 오늘도 달린다                     |
| 10회 | 9월 21일  | 일흔한 살, 청춘에 대하여                |
| 11회 | 10월 5일  | 머리방 손님과 어머니                    |
| 12회 | 10월 12일 | 사랑이 꽃피는 밥집                      |
| 13회 | 10월 19일 | 나는 품바다                             |
| 14회 | 11월 9일  | 인생길 옆 주막집                        |
| 15회 | 11월 16일 | 홍춘씨의 연애편지                       |
| 16회 | 11월 23일 | 청산에 살어리랏다, 시랑 그림이랑 데리고 |
| 17회 | 11월 30일 | 내 사랑 헬렌                            |
| 18회 | 12월 7일  | 민우씨의 희망 구둣방                    |
| 19회 | 12월 14일 | 겨울, 그리고 연탄 한 장                 |

### 2013년
| 회차 | 방송일    | 제목 (원제)                         |
| ---- | --------- | ----------------------------------- |
| 20회 | 1월 4일   | 사랑은 맛있다                       |
| 21회 | 1월 11일  | 사랑은 맛있다                       |
| 22회 | 1월 18일  | 소년, 소리로 세상을 말하다          |
| 23회 | 2월 1일   | 즐거운 나의 인생                    |
| 24회 | 2월 8일   | 소문난 연홍씨네 방앗간              |
| 25회 | 2월 15일  | 히말라야 오지학교에 전하는 희망편지 |
| 26회 | 2월 22일  | 우리의 쇼는 계속된다                |
| 27회 | 3월 1일   | 도쿠나가, 아이 러브 코리아          |
| 28회 | 3월 8일   | 행복한 달걀장수, 광복씨             |
| 29회 | 3월 15일  | 베트남 새댁, 이해미                 |
| 30회 | 3월 22일  | 꿈꾸는 할머니, 동화연구가 이상순    |
| 31회 | 3월 29일  | 내 이름은 플론칫 현수엄마           |
| 32회 | 4월 5일   | 다불리 사람들                       |
| 33회 | 4월 10일  | 할머니의 보리밥                     |
| 34회 | 4월 17일  | 우시장 커피집 명옥씨                |
| 35회 | 4월 24일  | 나의 노래, 나의 인생                |
| 36회 | 5월 1일   | 국수가게 순희 씨                    |
| 37회 | 5월 15일  | 할머니는 6학년                      |
| 38회 | 5월 22일  | 나는 대장장이다                     |
| 39회 | 5월 29일  | 휠체어는 달린다                     |
| 40회 | 6월 5일   | 떳다! 마반장                        |
| 41회 | 6월 12일  | 국악은 나의 인생                    |
| 42회 | 6월 19일  | 엄마는 슈퍼 맘                      |
| 43회 | 7월 3일   | 우리 동네 이발소                    |
| 44회 | 7월 10일  | 봉선생의 아리랑                     |
| 45회 | 7월 17일  | 연극이 끝나고 난 후                 |
| 46회 | 7월 24일  | 영순씨의 신바람 메들리              |
| 47회 | 7월 31일  | 배진 씨의 괴산별곡                  |
| 48회 | 8월 7일   | 수암골 옆 구멍가게                  |
| 49회 | 8월 14일  | 달려라! 울 엄마                     |
| 50회 | 8월 21일  | 꿈꾸는 만화방                       |
| 51회 | 8월 28일  | 자전거 타는 사나이                  |
| 52회 | 9월 4일   | 한 지붕 5남매                       |
| 53회 | 9월 11일  | 무식한 시인                         |
| 54회 | 9월 25일  | 불은 꺼지지 않는다 - 심지야학이야기 |
| 55회 | 10월 2일  | 은생씨의 희망 고물상                |
| 56회 | 10월 16일 | 즐거운 인생                         |
| 57회 | 10월 23일 | 말 달리자                           |
| 58회 | 10월 30일 | 쫄깃한 인생                         |
| 59회 | 11월 6일  | 추소리 지킴이 박 이장               |
| 60회 | 11월 13일 | 사랑해요 정의씨                     |
| 61회 | 11월 20일 | 요리는 내 인생 - 요리가 이희순      |
| 62회 | 11월 27일 | 작은 세상을 꿈꾸다, 김태경          |
| 63회 | 12월 18일 | 행복 배달꾼, 선건씨                 |
| 64회 | 12월 25일 | 수정씨의 귀촌일기                   |

### 2014년
| 회차  | 방송일    | 제목 (원제)                              |
| ----- | --------- | ---------------------------------------- |
| 65회  | 1월 1일   | 행복 곱하기 여덟 영동 8남매              |
| 66회  | 1월 8일   | 달려라 기영 씨                           |
| 67회  | 1월 15일  | 나팔 소리                                |
| 68회  | 1월 29일  | 그녀는 출루중 - 블랙캣츠여자야구단       |
| 69회  | 2월 5일   | 우리 동네 찰떡 부부                      |
| 70회  | 2월 12일  | 이 시대의 광대 - 라장흠                  |
| 71회  | 2월 19일  | 읍내리 시스터즈                          |
| 72회  | 2월 26일  | 아버지와 아들                            |
| 73회  | 3월 5일   | 자야, 히말라야를 오르다                  |
| 74회  | 3월 12일  | 금예씨의 희망찬가                        |
| 75회  | 3월 19일  | 방앗간 이 반장                           |
| 76회  | 3월 26일  | 동행 - 농부작가 안찬기                   |
| 77회  | 4월 2일   | 언제나 꽃피는 청춘                       |
| 78회  | 4월 9일   | 호숫가 부부의 봄                         |
| 79회  | 4월 30일  | 사람답게 사는 세상을 꿈꾸다              |
| 80회  | 5월 7일   | 찬혁씨와 향순씨                          |
| 81회  | 5월 14일  | 키다리 훈장님                            |
| 82회  | 6월 11일  | 마동에 살어리랏다                        |
| 83회  | 6월 18일  | 유치원에 간 사나이                       |
| 84회  | 6월 25일  | 인생은 재즈                              |
| 85회  | 7월 2일   | 산골에 그가 산다                         |
| 86회  | 7월 9일   | 봉구씨의 행복한 양복점                   |
| 87회  | 7월 16일  | 노래하면 홍수라                          |
| 88회  | 7월 23일  | 장미씨의 농촌일기                        |
| 89회  | 7월 30일  | 우리 동네 화가 이장님                    |
| 90회  | 8월 27일  | 거대 목탁을 울려라                       |
| 91회  | 9월 17일  | 전통공예의 맥을 잇다 이강록, 최문자 부부 |
| 92회  | 10월 8일  | 두 바퀴로 가는 인생 자전거박사, 박찬기   |
| 93회  | 10월 15일 | 멋진인생                                 |
| 94회  | 10월 22일 | 빵빵한 부자 이야기                       |
| 95회  | 10월 29일 | 꿈꾸는 광대                              |
| 96회  | 11월 5일  | 할머니는 컴퓨터 왕                       |
| 97회  | 11월 12일 | 컴퓨터 할머니가 간다!                    |
| 98회  | 11월 19일 | 유기농 부부의 꿈                         |
| 99회  | 11월 26일 | 시골 랩퍼 상배의 비바 청춘               |
| 100회 | 12월 3일  | 목장부부의 겨울동화                      |
| 101회 | 12월 10일 | 정란 씨의 한복사랑                       |
| 102회 | 12월 17일 | 파랑골 난로 아빠                         |
| 103회 | 12월 24일 | 우리 동네 행복 이발관                    |

### 2015년
| 회차  | 방송일    | 제목 (원제)                                    |
| ----- | --------- | ---------------------------------------------- |
| 104회 | 1월 7일   | 부부, 희망을 들어 올리다                       |
| 105회 | 1월 14일  | 소백산을 기록하다                              |
| 106회 | 1월 21일  | 세차장 로맨스                                  |
| 107회 | 1월 28일  | 민화작가 은순씨의 꿈                           |
| 108회 | 2월 4일   | 겨울, 상고암                                   |
| 109회 | 2월 11일  | 장맛나는 남자, 충희씨                          |
| 110회 | 2월 18일  | 나는 대한민국 공군사관생도다!                  |
| 111회 | 2월 25일  | 시골 역장의 고향                               |
| 112회 | 3월 4일   | 웃음 꽃 필때                                   |
| 113회 | 3월 11일  | 김봉곤 훈장의 진천별곡                         |
| 114회 | 3월 18일  | 소리낭자 하린 & 혜린                           |
| 115회 | 3월 25일  | 꿈꾸는 대장장이                                |
| 116회 | 4월 1일   | 종덕 씨의 궤짝이야기                           |
| 117회 | 4월 8일   | 통일의 새벽을 열다 - 윤도화 교사               |
| 118회 | 4월 15일  | 우정의 꽃, 베트남에 피다                       |
| 119회 | 4월 22일  | 99세 태극기 할머니가 사는 법                   |
| 120회 | 4월 29일  | 물과 산에 살다 - 김영식                        |
| 121회 | 5월 6일   | 포돌이 품바가 간다!                            |
| 122회 | 5월 13일  | 17살 지영이의 두드림                           |
| 123회 | 5월 20일  | 달려라! 웅식 씨                                |
| 124회 | 5월 27일  | 꿈꾸는 꼴지, 내일을 향해 슛                    |
| 125회 | 6월 3일   | 미국인 남편과 한국인 아내의 유쾌한 한국 여행기 |
| 126회 | 6월 10일  | 희망을 쏘다! - 청주꿈나무오케스트라            |
| 127회 | 6월 24일  | 심마니 한상돈의 행복                           |
| 128회 | 7월 1일   | 무궁화 남편 수련 아내의 행복수목원             |
| 129회 | 7월 8일   | 스탠바이, 큐! 여기는 실버방송국                |
| 130회 | 7월 15일  | 고수                                           |
| 131회 | 7월 22일  | 내 사랑 황새                                   |
| 132회 | 7월 29일  | 팔순의 사랑                                    |
| 133회 | 8월 5일   | 호드기 부는 사나이, 정영권                     |
| 134회 | 8월 12일  | 청춘, 보트에 꿈을 담다!                        |
| 135회 | 8월 19일  | 내일은 우주스타                                |
| 136회 | 8월 26일  | 묵향                                           |
| 137회 | 9월 9일   | 대학로 배우들 산골로 오다!                     |
| 138회 | 9월 16일  | 나는 대한민국 공군사관생도다! - 두번째 이야기  |
| 139회 | 10월 7일  | 신선                                           |
| 140회 | 10월 14일 | 팔순, 하늘을 날다!                             |
| 141회 | 10월 21일 | 백발백중, 영원한 금메달리스트 박세균           |
| 142회 | 10월 28일 | 목수                                           |
| 143회 | 11월 4일  | 음악으로 여는 제2의 인생! 택시기사 전철근      |
| 144회 | 11월 11일 | 재미있는 영어선생님                            |
| 145회 | 11월 25일 | 80만 원의 행복                                 |
| 146회 | 12월 2일  | 겨울, 따뜻한 양복점                            |
| 147회 | 12월 9일  | 13학번 대학생 할아버지의 와인                  |
| 148회 | 12월 16일 | 아버지                                         |
| 149회 | 12월 23일 | 다둥이네 희망하우스                            |

### 2016년
| 회차  | 방송일   | 제목 (원제)                                       |
| ----- | -------- | ------------------------------------------------- |
| 150회 | 1월 13일 | 다만, 사랑할 때                                   |
| 151회 | 1월 20일 | 젓가락 + 아줌마 = 2016년 대박                     |
| 152회 | 1월 27일 | 술                                                |
| 153회 | 2월 3일  | 오래된 미래를 기록하다 사진작가 송봉화            |
| 154회 | 2월 17일 | 유해 발굴, 묻힌 진실을 찾아서                     |
| 155회 | 2월 24일 | 김영식의 히말라야 오지학교 탐사기                 |
| 156회 | 3월 2일  | 한땀 한땀 행복한 재봉틀                           |
| 157회 | 3월 9일  | 음악에 인생을 싣고 - 작곡가 유영환                |
| 158회 | 3월 16일 | 붓장                                              |
| 159회 | 3월 23일 | 숲 속 헌책방                                      |
| 160회 | 3월 30일 | 영동시장 터줏대감 지키는 부자                     |
| 161회 | 4월 27일 | 다시 부르는 노래                                  |
| 162회 | 5월 4일  | 젊은 농부                                         |
| 163회 | 5월 11일 | 미호천에서 띄우는 편지 - 미호천 환경지킴이 전숙자 |
| 164회 | 5월 18일 | 음악 읽어주는 남자                                |
| 165회 | 5월 25일 | 도시부부의 시골책방                               |
| 166회 | 6월 1일  | 세계가 인정한 제빵 왕                             |
| 167회 | 6월 8일  | 옥천댁은 1학년 4반                                |
| 168회 | 6월 15일 | 달리는 광대부부                                   |
| 169회 | 6월 22일 | 상당산성 오이부부                                 |
| 170회 | 6월 29일 | 하얗게 웃어줘 캄보디아!                           |
| 171회 | 7월 6일  | 청춘, 말 달리다!                                  |
| 172회 | 7월 20일 |                                                   |
| 173회 | 7월 27일 |                                                   |